# Ekaterina Budánova
Ekaterina «Katia» Vasílievna Budánova (en ruso: Екатери́нa «Катя» Васи́льевна Буда́нова; óblast de Smolensk, Imperio ruso; 7 de diciembre de 1916-óblast de Lugansk, Unión Soviética; 19 de julio de 1943), fue una aviadora de cazas de la Fuerza Aérea Soviética durante la Segunda Guerra Mundial. Fue una de las dos ases de la aviación femeninas junto con Lidia Litviak.

## Biografía

### Infancia y Juventud
Ekaterina Budánova nació el 7 de diciembre de 1916 en la pequeña localidad rural de Konoplyanka situado en la gobernación de Smolensk (actualmente el raión de Viazma del óblast de Smolensk en Rusia), en el seno de una numerosa familia campesina. En 1931 se graduó de la escuela primaria (grado 4) en su pueblo natal, en 1933 en el sexto grado de una escuela en el pueblo vecino de Ermolinka, en 1934, terminó el séptimo grado en una escuela secundaria en la estación de Viazma-Novotorzhevskaya.
Después de dejar la escuela, se fue a Moscú, trabajó en la planta de aviación N.° 22 que lleva el nombre de Gorbunov como estadística, ejecutora responsable y trabajo preparatorio. Completó su educación secundaria y se graduó de la escuela secundaria nocturna en 1935. Simultáneamente con su trabajo en 1935-1937, estudió en el club de vuelo del distrito Kievsky de Moscú. Desde septiembre de 1937 trabajó como líder pionera en la escuela secundaria n.º 63. A partir de mayo de 1938, después de graduarse en el club de vuelo de Kiev, trabajó allí como piloto instructora, dominó los aviones U-2, UT-2 y AIR-6. Desde finales de 1939 estudió en la Escuela de Pilotos-Instructores de Jersón del Osoaviakhim. En mayo de 1940 se graduó y trabajó como piloto instructora en el club de vuelo del distrito de Frunzensky en Moscú. Desde 1939 fue miembro del PCUS (b).

### Segunda Guerra Mundial
Después del inicio de la Gran Guerra Patria en octubre de 1941, se ofreció como voluntaria para el Ejército Rojo y fue enviada a Sarátov, donde realizó un curso de reciclaje para el caza Yak-1 en la Escuela de Aviación Militar de Engels (se graduó de los cursos en febrero de 1942, tras su finalización el 22 de febrero se le otorgó el rango militar de Subteniente).
Desde marzo de 1942, comandante de vuelo del 586.º Regimiento de Aviación de Combate de Defensa Aérea [2] de la 144.ª División de Aviación de Combate de Defensa Aérea (Región Divisional de Defensa Aérea de Sarátov-Balashov). Cubriendo el cielo de Sarátov, voló 55 misiones de combate para patrullar y buscar aviones enemigos. En este regimiento conoció a Lidia Litviak y se hicieron muy buenas amigas. En el futuro, siempre sirvieron juntas.
El 10 de septiembre de 1942 fue enviada al 437.º Regimiento de Aviación de Combate (287.º División de Aviación de Combate, 8.º Ejército Aéreo, Frente de Stalingrado. Participando en la Batalla de Stalingrado, 2 de octubre de 1942, junto con la piloto Raisa Beliáeva descubrió el grupo doce bombarderos alemanes y los atacaron, obligándolos a lanzar sus bombas en el desierto. Se interrumpió así el funcionamiento de la estación que bombardeaba Elton. El 6 de octubre, Budanov atacó sin ayuda a un grupo de trece Ju-88 y fue alcanzado por uno de ellos. Fue su primera victoria.
Desde octubre de 1942, luchó como piloto en el 9.º Regimiento de Aviación de Combate de la Guardia (268.ª División de Aviación de Combate en el mismo ejército aéreo). A mediados de noviembre de 1942, en feroces batallas en los cielos de Stalingrado, destruyó dos Me-109 en un grupo, y luego un bombardero Ju-88. En una de las batallas, su líder Vladímir Lavrinenkov derribó a un He-111, pero su avión también resultó dañado y Yekaterina Budánova acompañó al avión casi incontrolable del comandante hasta que pudo aterrizar con seguridad. A finales de noviembre fue asignada al grupo de "cazadores libres". El 10 de diciembre, al regresar de una misión, fue atacada por un par de Me-109. Ella tomó la pelea y derribó al líder.
En enero de 1943 fue transferida al 296.° Regimiento de Aviación de Combate (268.º División de Aviación de Combate, 8.º Ejército Aéreo, Frente Sur). En sus filas, participó en las operaciones ofensivas de Rostov y Voroshilovgrad. (en adelante 73 guardias iap). El comandante del regimiento, el mayor N.I. Baranov, la nombró su acompañante. En una de las salidas, los cazas encontraron diecinueve bombarderos Ju-88 volando bajo la cobertura de cazas FW-190. Baranov, junto con Budanova, atacaron a los cazas y ordenaron al resto que derribaran a los bombarderos. En la batalla subsiguiente, el comandante dañó a uno de los cazas alemanes y Budánova lo remató. A principios de marzo, regresando de caza libre, fue descubierta por el avión de alemán de reconocimiento Focke-Wulf Fw 189, que fue llamado el "marco". Ella lo alcanzó y destruyó. Entre los pilotos, este avión fue considerado la presa más difícil.
El 18 de marzo de 1943, por el desempeño ejemplar de las misiones de combate y el coraje y heroísmo demostrados al mismo tiempo, el regimiento, por orden del Comisario Popular de Defensa de la URSS, recibió el rango de Guardias y fue rebautizado como 73.° Regimiento de Caza de Guardias. La teniente Yekaterina. Budánova contribuyó a este premio honorífico para su regimiento. En la primavera de 1943, había derribado dos cazas enemigos más y el 17 de julio, un bombardero Ju-88.

### Muerte
El 17 de julio de 1943, las tropas soviéticas del Frente Sur lanzaron la operación ofensiva Miuss en Donbass. Desde el primer día, estallaron feroces combates aéreos en el campo de batalla. El 19 de julio, se asignó a Budanova para cubrir el grupo de bombarderos Il-2, dirigiéndose a atacar las posiciones alemanas del frente en el río Mius. El grupo fue atacado por combatientes alemanes cerca de la ciudad de Antracita. En una tenaz batalla con un grupo de Me-109, Budanova fue derribada. Logró aterrizar el avión en el campo, y los residentes locales que corrieron, viendo la batalla, sacaron al piloto del avión. Budanova murió a causa de sus heridas sin recuperar el conocimiento y fue enterrada en las afueras del pueblo de Novokrasnovka. El 9 de mayo de 1988, los restos del piloto fueron enterrados solemnemente en la aldea de Bobrikovo, distrito de Antratsytovsky, en el óblast de Lugansk.

## Victorias

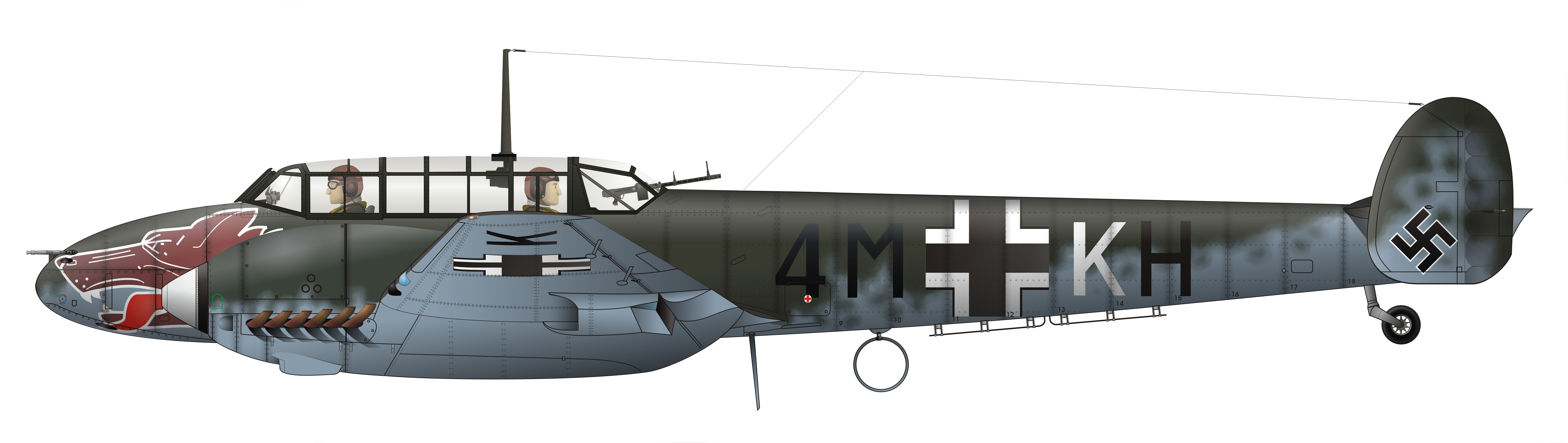
El 10 de diciembre de 1942, Budanova derribó dos Bf 110 alemanes, su primer doble derribo en un combate.

El número total de victorias conseguido por Budánova varía según las publicaciones y no existe una consenso generalizado. La cifra más común es de once victorias (seis individuales y cinco compartidas). Según otras fuentes, realizó 109 incursiones y derribó de forma fiable tres aviones alemanes en persona.
Pasportnikova ha declarado que Budanova tuvo cinco victorias individuales en el momento de su muerte. Muchos historiadores de la aviación rusos cuestionan el estatus de Budanova como as de la aviación; Andréi Simonov y Svetlana Chudinova le atribuyen solo tres victorias aéreas en solitario, mientras que Mijaíl Bykov le atribuye tres victorias aéreas en solitario y una compartida. La revista soviética Smena publicó una cita de ella en un número de abril de 1943 afirmando tener tres victorias individuales y tres compartidas.

## Condecoraciones
En 1990, los compañeros soldados de Ekaterina Budánova iniciaron su nominación para el título de Héroe de la Unión Soviética, pero antes del colapso de la URSS, este título no le fue otorgado. Y solo el 1 de octubre de 1993, recibió póstumamente el título de Héroe de la Federación de Rusia.  Además, recibió la Orden de la Estrella Roja (17 de febrero de 1943), y la Orden de la Guerra Patría de 1.er grado (22 de julio de 1943).